# 번스타인 상수
번스타인 상수(영어: Bernstein constant)는 1914년 번스타인이 자신의 논문에서 언급한 상수이다. 일반적으로 그리스 문자 베타 ({\displaystyle \beta })로 표시되며 대략 {\displaystyle 0.2801694990....}와 같다.

## 정의
{\displaystyle E_{2n}(|x|)}는 {\displaystyle |x|}에 대한 최상의 평균 근사의 오차를 나타낸다.
1914년에 유명한 러시아의 수학자 번스타인은 {\displaystyle \beta =\lim _{n\to \infty }2nE_{2n}(|x|)}에 대한 양의 상수{\displaystyle \beta }의 존재를 확립했다. 번스타인은 또한 {\displaystyle \beta }에대한 상한 및 하한을 {\displaystyle 0.278}과 {\displaystyle 0.286}에서 결정했다.
- {\displaystyle 0.278<\beta ={1 \over {2{\sqrt {\pi }}}}<0.286}

{\displaystyle E_{n}(f)}는 차수{\displaystyle n}이하의 실수 다항식에 의해 구간 {\displaystyle [-1,1]}에서 실제 함수 {\displaystyle f(x)}에 대한 최적의 균등 근사 오차라고하자.
{\displaystyle f(x)=|x|\;\;}에서 번스타인은 한계값,
{\displaystyle \beta =\lim _{n\to \infty }2nE_{2n}(f)}
번스타인 상수 ( Bernstein 's constant )가 존재하며 {\displaystyle 0.278}과 {\displaystyle 0.286} 사이에 존재한다고 추측했다.
번스타인이 제안한 한계값은 다음과 같다.
{\displaystyle {\frac {1}{2{\sqrt {\pi }}}}=0.28209\dots }
{\displaystyle {{(0.278....+0.286....)} \over {2}}=0.282....}
1984년 바르가와 카펜터에 의해 반증되었는데, 수정된 번스타인 상수의 한계값은 다음과 같다.
보다 엄격한 상한선과 하한선을 결정하면,
{\displaystyle l_{18}<l_{19}<l_{20}=0.2801685460....\leq \beta \leq 0.2801733791....=2\mu _{100}<2\mu _{99}<2\mu _{98}}
{\displaystyle \beta =0.280169499023\dots }

## 계수
상한계수
번스타인 상수의 상한계수는 다음과 같다.
{\displaystyle k\quad \mu _{k}}
{\displaystyle 0\;\;0.25}
{\displaystyle 1\;\;0.1549083241....}
{\displaystyle 2\;\;0.1448223214....}
{\displaystyle 3\;\;0.1422928116....}
{\displaystyle 4\;\;0.1413408222....}
{\displaystyle 5\;\;0.1408899963....}
{\displaystyle \mu _{k}={\begin{Vmatrix}cos(\pi t){\begin{Bmatrix}F(t)-\left({\hat {a}}_{0}(k)+\sum _{n=1}^{k}{{(2n-1){\hat {a}}_{n}(k)} \over {t^{2}-\left({{2n-1} \over {2}}\right)^{2}}}\right)\end{Bmatrix}}\end{Vmatrix}}_{L_{(\infty )}[0,+\infty )}}
{\displaystyle F(t)={t \over 2}{\begin{Bmatrix}\psi \left({t \over 2}+{3 \over 4}\right)-\psi \left({t \over 2}+{1 \over 4}\right)\end{Bmatrix}}\qquad (t\geq 0)}
폴리감마 함수{\displaystyle \psi \quad {\hat {a}}}추정량 {\displaystyle \;\;,\;\;{\begin{Vmatrix}\end{Vmatrix}}}노름 {\displaystyle ,\;\;[0,1)}구간
하한계수
번스타인 상수의 하한계수는 다음과 같다.
{\displaystyle k\quad l_{k}}
{\displaystyle 1\;\;0.2719823590....}
{\displaystyle 2\;\;0.2789309228....}
{\displaystyle 3\;\;0.2798110004....}
{\displaystyle 4\;\;0.2800243339....}
{\displaystyle 5\;\;0.2800977913....}
{\displaystyle l_{k}:=sup\{B_{k}(\lambda _{1},\lambda _{2},....,\lambda _{k}):\{\lambda _{j}\}_{j-1}^{k}\quad ,\quad (j-1<\lambda _{j}<j,j\geq 1)\}}
{\displaystyle B_{k}(\lambda _{1},\lambda _{2},....,\lambda _{k}):={{\sum _{i=1}^{k}{{\varphi _{k}(\lambda _{i})} \over {\psi _{k}^{'}(\lambda _{i})}}\left(1-\left({{2\lambda _{i}} \over {\lambda _{i}+{1 \over 2}}}\right)F\left(\lambda _{i}+{1 \over 2}\right)\right)} \over {\sum _{i=1}^{k}{{\varphi _{k}(\lambda _{i})} \over {\psi _{k}^{'}(\lambda _{i})}}\left({{2} \over {\pi \lambda _{i}}}+tan\left({\pi  \over 2}(\lambda _{i}-i+1)\right)\right)}}}
{\displaystyle {{\varphi _{k}(\lambda _{i})} \over {\psi _{k}^{'}(\lambda _{i})}}={{\prod _{j=1}^{i-1}(\lambda _{i}^{2}-j^{2})\cdot \prod _{j=i}^{k-1}(j^{2}-\lambda _{i}^{2})} \over {2\lambda _{i}\prod _{j=1}^{i-1}(\lambda _{i}^{2}-\lambda _{j}^{2})\cdot \prod _{j=i+1}^{k}(\lambda _{j}^{2}-\lambda _{i}^{2})}}\qquad ,\quad (1\leq i\leq k)\;\;,\;\;sup\{....\}} 상한

## 같이 보기
- 수학 상수
- 폴리감마 함수
- 가우스-쿠즈민-비어징 상수
- 상한과 하한